# 梁家村镇
梁家村镇，是中华人民共和国河北省沧州市肃宁县下辖的一个乡镇级行政单位。位于京九铁路和朔黄铁路交叉口以东10公里，京珠高速公路S382线穿越全镇，有肃宁县“东大门”之称。总面积80.24平方公里，下辖47个行政村，人口50498人。

## 行政区划
梁家村镇下辖以下地区：
梁家村、加道村、大曹村、白家村、王家村、北李家村、小曹村、马家铺村、达子房村、都中堡村、北曹庄村、沈家庄村、东赵家庄村、东王庄村、前丰乐堡村、后丰乐堡村、张家庄村、前太师庄村、后太师庄村、前白寺村、后白寺村、高家庄村、路家庄村、刘家庄村、尚辛庄村、南孙家庄村、北孙家庄村、解王中堡村、中堡店村、荣中堡村、李中堡村、管中堡村、桥城铺一分村、桥城铺二分村、桥城铺三分村、桥城铺四分村、范家庄村、殷家官庄村、赵家官庄村、东何家庄村、吴辛庄村、泥洞村、窦家庄村、南白洋村、北白洋村、白洋辛庄村和五姓村。

## 经济
有食品、煤炭和浆塑三大产业。